# HMS Heythrop (L85)
L'HMS Heythrop (L85) va ser un destructor de classe Hunt de la Royal Navy. Va ser ordenat com a part del programa d'emergència de guerra de 1939. Se li va posar la quilla el 1940 i va servir durant la Segona Guerra Mundial. Va rebre el nom de la caça de Heythrop.

## Historial de serveis
En ser completat, l'Heythorp va ser destinat a la Mediterrània on va ser emprat en tasques d'escorta fins a la seva pèrdua. El 20 de març de 1942 es trobava a 40 milles (64 km) al nord-est de Bardia quan va ser colpejat per un torpede disparat per l'U-652. Va resultar greument danyat i va ser remolcat, però quan les seves bombes no van poder fer front, va ser abandonat i la tripulació va ser traslladat en vaixell a l'HMS Eridge. Es va enfonsar més tard aquell dia.